# Varzesh-e Pahlavani
Varzesh-e Pahlavani (Persa: آیین پهلوانی و زورخانه‌ای, "esport heroic") o varzesh-e bāstāni (Persa: ورزش باستانی ; varzeš-e bāstānī, "esport antic"), és un sistema tradicional d'atletisme originalment utilitzat per entrenar guerrers a l'Iran (Pèrsia) i països adjacents. El 2010 van ser inscrits en la Llista Representativa del Patrimoni Cultural Immaterial de la Humanitat de la UNESCO com a Rituals del Pahlevani i el Zoorkhanei. Fora de l'Iran, es pot trobar a l'Azerbaidjan i es va introduir a l'Iraq a mitjan segle xix, on sembla que va existir fins a la dècada de 1980. Combina arts marcials, cal·listènia, entrenament de força i música. Fusiona elements de la cultura persa preislàmica (particularment el zoroastrisme, el mitraisme i el gnosticisme) amb l'espiritualitat de l'islam xiïta i el sufisme. Es practica en un edifici sagrat, anomenat zoorkhane, coronat amb una cúpula, on hi ha una pista octogonal envoltada d'una o diverses grades circulars amb seients per al públic. Les sessions d'entrenament consisteixen principalment en moviments gimnàstics rituals i clímax amb el nucli de la pràctica de combat, una forma de lluita de submissió anomenada koshti pahlavāni .

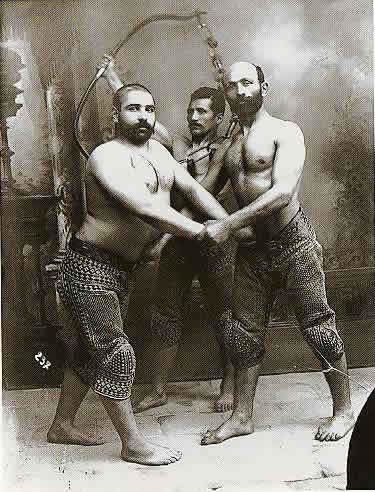
Retrat d'estudi de tres lluitadors perses d'Antoin Sevruguin, c. 1890

## Història

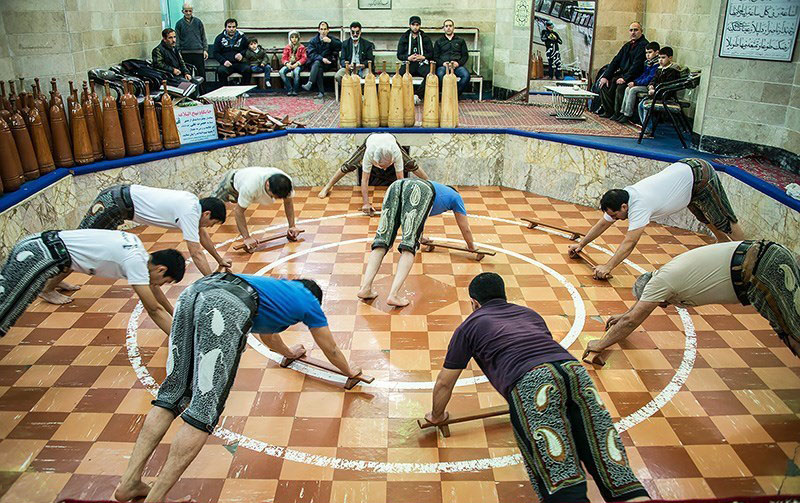
L'entrenament de flexions

La lluita tradicional iraniana (koshti) es remunta a l'antiga Pèrsia i es deia que Rustam, l'heroi mitològic iranià de l'èpica de Shahnameh, la va practicar. Mentre que els grups ètnics de diverses províncies practicaven diferents esports populars, la lluita era considerada l'especialitat pròpia dels zoorkhane. El propòsit original d'aquestes institucions era formar homes com a guerrers i inculcar-los un sentiment d'orgull nacional en previsió de possibles batalles futures. El disseny i rituals mitràtics d'aquestes acadèmies demostren el seu origen partí (132 aC - 226 dC). El sistema d'entrenament dels zoorkhanes és el que actualment es coneix com a varzesh-e bastani, i la seva forma particular de lluita es va anomenar koshti pahlevani, de la paraula part pahlevan que significa heroi.
Quan els àrabs van envair Pèrsia cap al 637 aC, els zoorkhanes van servir de llocs secrets de reunió on els cavallers s'entrenaven i mantindrien viu un esperit de solidaritat i patriotisme. Els invasors es van enfrontar repetidament a aquests gimnasos tradicionals per descoratjar els rebels, però sempre se n'organitzaven de nous en llocs diferents. Després de la propagació de l'islam xiïta, i particularment després del desenvolupament del sufisme al segle viii, el varzesh-e pahlavani va absorbir components filosòfics i espirituals d'aquest. Els himnes religiosos es van incorporar a la formació i es va adoptar el primer imam xií Ali com a patró del zourkhāneh.
El varzesh-e bastani va ser particularment popular al segle xix, durant el regnat del rei qajar Nāser al-Din Shāh Qājār (1848-1896). Cada 21 de març per Nowruz (any nou iranià), se celebrarien competicions a la pista del xa, i el mateix xa presentaria al campió amb un braçalet (bazoo-band). L'esport va declinar després de l'auge de la dinastia Pahlavi a la dècada de 1920 i les posteriors campanyes de modernització del xa Reza I, que van veure l'esport com una relíquia del ritual qajarita. El fill de Reza I, Mohammad Reza Pahlavi va adoptar un enfocament diferent, destacant les antigues arrels perses de l'Iran com a alternativa a la identitat fortament basada en l'Islam de les nacions menys desenvolupades al Pròxim Orient. Va intentar reanimar la tradició i la va practicar ell mateix, i durant el seu regnat es van celebrar les darreres competicions nacionals.
Després de la Revolució islàmica de 1979, la tradició va perdre part de la seva popularitat, ja que el nou règim va desincentivar qualsevol manifestació lligada al paganisme preislàmic, cosa que incloïa els cants i els rituals gnòstics i mitraistes del zoorkhanei. Això no va durar, però, ja que la República Islàmica va promoure el varzesh-e bastani com a símbol de l'orgull i la cultura iranianes. Avui es considera que el varzesh-e pahlavāni és la raó per la qual els iranians són guanyadors habituals en esdeveniments internacionals de lluita i aixecament de peses.
Intentar atraure practicants més joves ha estat una preocupació important des de fa temps. S'han acceptat les propostes per tal que la pràctica sigui més animada i la distribució de tasques entre els membres més joves en lloc de respectar estrictament l'antiguitat. La IZSF va ser creada com a resposta a aquest fet, i actualment és l'òrgan de govern mundial de tot el zoorkhanei. En els darrers anys, l'esport està guanyant popularitat als països adjacents a l'Iran, inclosos l'Iraq i l'Afganistan.  
Una de les zones d'oci del nucli antic de Bakú era el zoorkhane. El zoorkhane de Bakú, situat a pocs passos del caravanserrall de Bukhari i Multani, cap a la torre de la donzella, data del segle xv aproximadament. Hi havia competicions acompanyades d'un trio de músics que tocaven instruments tradicionals orientals com el kamanche, la zurna i la nagara. La majoria d'aquestes melodies ja fa temps que s'han oblidat. No obstant això, encara se'n manté una amb el nom de "Jangi" (Guerra) que s'interpreta abans de l'obertura de les competicions nacionals de lluita de l'Azerbaidjan (Gulash).

## El zoorkhane
El gimnàs tradicional on es practica Varzesh-i Bastani es coneix com el Zoorkhane (persa: زورخانه, també transliterat zoorkhāneh i zourkhāneh, literalment la "casa de la força"). Aquests gimnasos són estructures cobertes amb una única obertura al sostre, amb una pista octogonal o circular enfonsada a 1 m de profunditat al centre (gaud). A l'entorn del gaud, hi ha una secció per al públic, una per als músics i una altra per als esportistes. Un membre aspirant pot ser un home de qualsevol classe social o religió, però primer ha de passar almenys un mes assistint-hi com a espectador abans d'inscriure-s'hi. Tradicionalment, els zoorkhanes no exigeixen cap pagament als seus esportistes sinó que es mantenen amb donacions públiques. A canvi, el zoorkhane proporciona serveis i protecció a la comunitat. Un exemple és la cerimònia de "repartiment de flors" en la qual els esportistes celebren competicions de Koshti i altres demostracions de força per recaptar fons per als més necessitats. Avui hi ha 500 zoorkhanes a l'Iran i cadascun d'ells manté un fort lligam amb la seva comunitat local. Els zoorkhanes han tingut comunament fortes afiliacions polítiques, defensant o denunciant governs particulars. Es diu que aquest tipus de diplomàcia esportiva és una extensió natural de la naturalesa patriòtica de la formació dels zoorkhanes que es remuntava a l'època en què els pahlevans servien a la cort del rei.

## Rituals i pràctiques
Els rituals de Bastani imiten les pràctiques i les tradicions de les ordes sufís, com ho demostra la terminologia emprada, murshed o morshed ("mestre"), pishkesvat ("cap"), tāj ("corona") i faqr ("pobresa"). L'ètica implicada també és similar als ideals sufís, emfasitzant la puresa del cor. Cada sessió comença amb pregàries debotes al profeta Mahoma i a la seva família. El murshed marca el ritme amb un tambor (zarb) mentre recita poemes gnòstics i històries de la mitologia persa. Com a membre més important del zoorkhane, el morshed dirigeix sessions de pregària i anima els atletes amb poemes en elogi dels imams xiïtes i extractes del Shahnameh o El Llibre dels Reis. El cant en si és una forma d'educació, transmetent oralment els coneixements socials, codis morals i ensenyaments religiosos als guerrers en formació.
La part principal d'una sessió varzesh-e bāstāni està dedicada a l'entrenament del pes i a la cal·listènia, sobretot a l'ús d'un parell de palets de fusta (mil), escuts metàl·lics (sang) i pesos de ferro en forma d'arc (kabbādeh o kamān). A continuació s'executen exercicis com el Sama-zan (giravolta sufí) i els malabars, tots els quals estan destinats a acumular força. Els atletes es mouen a l'uníson al ritme del tambor del morshed. Totes les sessions finalitzen amb combats de koshti pahlavāni.
Els antics zoroastristes creien que el desenvolupament de la força física i mental es podia utilitzar per millorar l'espiritualitat. Així, a part de preparar els guerrers per a la batalla, se suposava que aquest entrenament promovia bondat i la humilitat mitjançant el conreu de la força exterior. Sota la supervisió d'un pishkesvat, els estudiants tenen formació en ètica tradicional i cavallerositat. S'espera que els participants siguin purs, honestos, que tinguin un bon caràcter i que tinguin fortalesa física. L'obtenció del rang de pahlevan (heroi) requereix dominar les habilitats físiques, l'observança dels principis religiosos i passar les etapes morals del gnosticisme. El principi d'humilitat s'exemplifica amb un vers recitat a moltes reunions: “Aprèn la modèstia, si desitges coneixement. Una terra alta no seria mai regada per un riu". (Kanz ol-Haghayegh)

## Federació Esportiva Internacional de Zoorkhanei
La Federació Internacional de l'Esport de Zoorkhanei (IZSF) es va constituir el 10 d'octubre de 2004 per promoure el varzesh-e pahlavani a nivell mundial. La IZSF té per objectiu regular i estandarditzar les regles del koshti pahlevani i organitzar festivals i competicions internacionals. El 2010 es va començar a regular i organitzar festivals de para-zoorkhanei per a esportistes amb discapacitat. Actualment hi ha setanta-dos països membres de la IZSF.
- 1r Campionat Koshti Pahlevani (Copa del President de Tadjikistan), 8–9 setembre 2005.
- 1r Festival Esportiu Internacional de Zoorkhanei de les Ciutats del Món. Mashhad, I.R Iran, 11–16 novembre 2005.
- 1r Torneig Esportiu de Zoorkhanei d'Estudiants Unversitàris d'Àsia a la Universitat de Shomal, Amol, R. I. de l'Iran, 15 novembre 2006.
- 1r Festival Esportiu Asiàtic de Zoorkhanei a Teheran, I.R Iran, 18–24 novembre 2006.
- 1r Festival Esportiu Europeu de Zoorkhanei a Saarbrücken, Alemanya. 26-31 març 2007.
- 2n Torneig Esportiu Internacional de Zoorkhanei a l'Illa de Kish, R. I. de l'Iran, 16–20 febrer 2008.
- 2n Campionat Esportiu Asiàtic de Zoorkhanei a Katmandu, Nepal, 22–27 juliol 2008.
- 1r Campionat Esportiu Mundial de Zoorkhanei, durant el 4t Busan TAFISA Sport For All Games, Corea del Sud, 26 setembre – 2 octubre 2008.
- 1r Copa Mundial de Zoorkhanei, Baku, Azerbaidjan, 13–17 març 2009.
- 1r Torneig Esportiu Internacional de Zoorkhanei (Ferdowsi Cup), Dushanbeh, Tadjikistan, 12–16 maig 2009.
- 2n Campionat Esportiu Europeu de Zoorkhanei, Frankfurt, Alemanya, 13–17 desembre 2009.
- 1r Torneig Esportiu Internacional de Zoorkhanei (Copa Ferdowsi), Dushanbeh, Tadjikistan, 10–13 juliol 2010.
- 2n Copa Mundial Esportiva de Zoorkhanei, Konya, Turquia, 20–25 octubre 2010.
- 1r Campionat Europeu Junior de Zoorkhanei, Minsk, Belarús, 25–29 novembre 2010.
- 1r Campionat Esportiu Asiàtic Junior de Zoorkhanei (Copa Ferdowsi), Dushanbeh, Tadjikistan, 4–7 desembre 2010.
- 1r Campionat Esportiu Asiàtic de Para-zoorkhanei (Ferdowsi Cup), Dushanbeh, Tadjikistan, 8 desembre 2010.
- 1r Campionat Esportiu Africà de Zoorkhanei, Mozambique
- 3r Campionat Esportiu Asiàtic de Zoorkhanei a Dhaka, Bangladesh, setembre 2012.
- 3r Campionat Esportiu Europeu de Zoorkhanei, durant TAFISA Sport For All Games, Palanga, Lituània, juliol 2012.
- 4t Campionat Esportiu Asiàtic de Zoorkhanei a Katmandu, Nepal, setembre 2013.
- 5è Campionat Esportiu Asiàtic de Zoorkhanei a Tabriz, R. I. de l'Iran
- 2n Campionat Esportiu i Pahlavani Africà de Zoorkhanei, Addis Abeba, Etiòpia
- 2n Campionat Mundial de Zoorkhanei & Kosthi Pahlavani als 6è TAFISA World Sports for All Games, Jakarta, Indonèsia
- 4t Jocs de la Solidaritat Islàmica 2017, Bakú, Azerbaidjan